# Chanel West Coast
Chelsea Channel Dudley (Los Ángeles, California; 1 de septiembre de 1988), más conocida artísticamente como Chanel West Coast, es una rapera, cantante, compositora de canciones, actriz y modelo estadounidense, conocida por su participación en el programa de televisión de la MTV Ridiculousness.

## Biografía
Su padre es ruso y su madre, estadounidense. Cuando era niña, recibió clases de canto y baile con el apoyo de su familia. Más tarde decidió estudiar violín para obtener una formación musical. Dividió su tiempo entre North Hollywood con su madre y Nueva York con su padre, de profesión DJ.
Se puso formalmente detrás del micrófono en el estudio de Hollywood Hills del legendario Marvin Gaye. A los 17 años de edad, lanzó su primera página de ropa música en MySpace bajo el nombre de Chanel West Coast. Lil Wayne la invitó a su estudio de Miami para tocar algunas de sus canciones. Firmó un contrato con Young Money Entertainment/Cash Money Records. La primera muestra de su producción musical en YMCMB es la canción «Karl». Desde 2011, aparece en el programa de humor Ridiculousness de MTV. Su pasión siempre fue el hip-hop: «quiero ser reconocida por mi carrera como cantante y rapera y no como una estrella de TV»
En el año 2018 ingreso en un centro de alcohólicos para desintoxicarse de su adicción al alcohol y los "medicamentos"
A principios del año 2020 consiguió salir del centro.
En junio de 2022 anunció su primer embarazo con su actual pareja Dom Denison. Su hija nació en noviembre de 2022.

## Filmografía

### Televisión
| Año           | Título                      | Rol        | Notes                                       |
| ------------- | --------------------------- | ---------- | ------------------------------------------- |
| 2009–2015     | Fantasy Factory             | Ella misma |                                             |
| 2011          | The Hard Times of RJ Berger | Sheila     | "The Better Man" (Temporada 2: episodio 12) |
| 2011–presente | Ridiculousness              | Ella misma |                                             |
| 2012–2015     | Wild Grinders               | Flipz      | Voz                                         |
| 2017          | Love & Hip Hop: Hollywood   | Ella misma | Supporting                                  |
| 2018          | Fear Factor                 | Ella misma | Episodio: "Hip-Hop Battle"                  |

### Vídeos musicales
| Año       | Título               | Rol                                                        | Notas                |
| --------- | -------------------- | ---------------------------------------------------------- | -------------------- |
| 2010      | "Cooler Than Me"     | Mejor amiga                                                | Vídeo de Mike Posner |
| 2011 2013 | "Love Letter" "Karl" | David Singer-interés romántico de Vine "Chanel West Coast" | Vídeo de Shwayze     |
| 2013      | "Alcoholic"          | "Nicola"                                                   | Vídeo de Shwayze     |